# Hărsovo, Blagoevgrad
Hărsovo (în bulgară Хърсово) este un sat în Obștina Sandanski, Regiunea Blagoevgrad, Bulgaria.

## Demografie
Componența etnică a satului Hărsovo
     Bulgari (99,18%)
     Nicio identificare (0,81%)
     Altele (0%)
La recensământul din 2011, populația satului Hărsovo era de 245 locuitori. Din punct de vedere etnic, majoritatea locuitorilor (99,18%) erau bulgari. Pentru 0,81% din locuitori nu este cunoscută apartenența etnică.